# Huhtisaari (ö i Birkaland, Övre Birkaland, lat 61,95, long 24,33)
Huhtisaari är en ö i Finland. Den ligger i sjön Hietanen och i kommunen Ruovesi i den ekonomiska regionen  Övre Birkalands ekonomiska region  och landskapet Birkaland, i den södra delen av landet, 200 km norr om huvudstaden Helsingfors. Öns area är 1,6 hektar och dess största längd är 280 meter i nord-sydlig riktning.